# Wavel Ramkalawan
Wavel Ramkalawan, né le 15 mars 1961 à Mahé (Seychelles), est un prêtre anglican, homme d'État seychellois et président des Seychelles depuis le 26 octobre 2020.
Wavel Ramkalawan est député de l'opposition de 1993 à 2011 et de 2016 à 2020. Il est également chef de l'opposition de 1998 à 2011 et de 2016 à 2020. Le 25 octobre 2020, il remporte l'élection présidentielle, la première victoire de ce type pour un candidat de l'opposition depuis l'indépendance du pays, marquant sa première alternance politique pacifique réussie.

## Jeunesse
Wavel Ramkalawan nait à Mahé, l'île principale des Seychelles dans une famille modeste, le plus jeune de trois enfants. Son grand-père était originaire du Bihar, en Inde. son père est métallurgiste et sa mère institutrice. Son éducation primaire et secondaire se fait au Seychelles College, l'école d'élite pour garçons du pays. Ramkalawan est ordonné prêtre en 1985 après des études de théologie au St Paul's Theological College à Maurice, puis il suit des études en théologie à l'université de Birmingham. De retour aux Seychelles, il travaille dans plusieurs paroisses devenant prêtre responsable de la paroisse du Saint-Sauveur.

## Entrée en politique

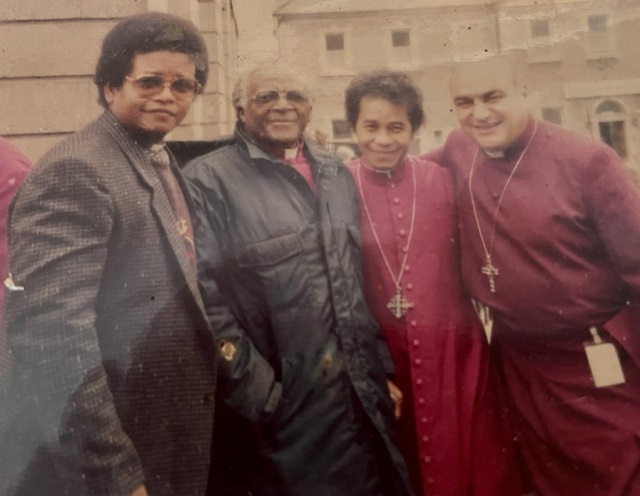
Ramkalawan avec French Chang-Him et Desmond Tutu à Belfast.

Son travail de prêtre conduit Ramkalawan à la politique. Grâce à son travail pastoral, il entre en contact avec de nombreuses personnes qui ont fait l'objet de répression politique et d'abus des libertés humaines et civiles par le gouvernement. À cette époque, les églises catholique et anglicane sont les seules institutions qui peuvent s'exprimer sur les questions sociales ; elles sont autorisées à aborder ces sujets dans des sermons lors des services hebdomadaires qui sont diffusés un dimanche sur deux,.
En 1990, Ramkalawan prêche un sermon diffusé sur la station de radio nationale, dans lequel il remet en question les pratiques du gouvernement de parti unique et exprime le désir du peuple pour une plus grande liberté, le respect des droits de l'homme et le respect de l'état de droit dans le pays. Bien que son émission soit coupée, Ramkalawan distribue des copies du sermon critiquant le gouvernement. Le sermon inspire le mouvement pour la liberté politique et la démocratie aux Seychelles, et rapproche Ramkalawan de la politique. En 1991, alors qu'il est encore prêtre, il rejoint ses camarades dissidents Roger Mancienne et Jean-François Ferrari pour former le parti clandestin Seselwa. Il en devient le premier chef.

## Chef de l'opposition
À la suite du retour au multipartisme en 1992, sous la pression internationale et interne, le Parti Seselwa est le premier parti politique à s'inscrire et à rejoindre les rangs des autres partis d'opposition au gouvernement. Il se met immédiatement au travail et participe aux élections de représentation à la commission constitutionnelle de 1992, ne recueillant que 4 % du vote national et ne pouvant être représenté à la commission. Le parti conteste les élections. En 1993, après la promulgation de la nouvelle constitution des Seychelles, deux autres partis d'opposition rejoignent le Parti Seselwa pour former l'Opposition unie (UO) et contester les élections générales de 1993. L'UO obtient 9% des voix, ce qui lui permet de nommer un membre, Ramkalawan, à l'Assemblée nationale.
En 1998, Ramkalawan mène son parti aux deuxièmes élections générales multipartites. Le parti recueille 27% du vote national et trois sièges à l'Assemblée nationale, battant le Parti démocratique seychellois de l'ancien président James Mancham relégué  à la troisième place. Ramkalawan devient le premier membre directement élu du parti à l'Assemblée, remportant sa circonscription natale de St Louis, qu'il représente sans interruption depuis. De plus, il succède à Mancham en tant que chef de l'opposition, poste qu'il occupe jusqu'en 2020.
Lors des élections présidentielles de 2001, Ramkalawan recueille 45 % des voix, perdant face aux 54 % des voix remportées par le président France-Albert René. L'année suivante, il conduit son parti, désormais rebaptisé Parti national des Seychelles (SNP), aux élections à l'Assemblée nationale. Le parti augmente sa représentation parlementaire d'un membre directement élu à sept, et de deux membres élus à la proportionnelle à quatre, passant de trois à onze sièges
En 2005, Ramkalawan prend un congé sabbatique de ses fonctions de bureau afin de se consacrer pleinement à sa vie politique à un moment crucial et important pour les affaires du pays. Cependant, il perd face à James Michel lors des élections présidentielles de 2006 et de 2011. Avec d'autres grands partis d'opposition, Ramakalawan et son parti boycottent les élections législatives de 2011.
Lors des élections de 2015, Ramkalawan et Michel se qualifient pour un second tour des élections, qui est le premier second tour de l'élection présidentielle aux Seychelles. Ramkalawan perd avec 49,85 % des voix et une différence de 193 voix par rapport à son adversaire Michel

## Présidence
Lors de l'élection présidentielle de 2020, Ramkalawan bat le président sortant Danny Faure obtenant selon la Commission électorale, 54,9 % des suffrages exprimés,,. L'élection marque le premier transfert pacifique du pouvoir à une opposition depuis l'indépendance en 1976.
Le 4 novembre 2020, les portefeuilles supplémentaires de la Défense, des Affaires juridiques, de l'Administration publique, de la Planification nationale et de la Sécurité nationale sont attribués à Ramkalawan.